# Die Mexikaner
Die Mexikaner ist eine fünf Alben umfassende Graphic Novel des slowenischen Autorenduos Zoran Smiljanić und Marijan Pušavec.
Die Originalausgabe mit dem Titel Meksikajnarji erschien 2006–2016 im Verlag Umco (Ljubljana) in der Reihe Zbirka Dos Pesos, wobei bereits Teile des ersten Bandes von Juli 2005 bis Februar 2006 und später auch Teile der Folgebände in Fortsetzungen im kritischen Wochenblatt Mladina veröffentlicht wurden. 2018–2021 erscheinen Die Mexikaner in der deutschen Übersetzung von Erwin Köstler beim Wiener Verlag bahoe books.

## Inhalt
Das Comic-Epos Die Mexikaner erzählt parallel die faktenbasierte Geschichte des Kaisers Maximilian I. von Mexiko und die fiktive Geschichte des gescheiterten Studenten Anton Brus – eines slowenischen Desperados, der sich für die kaiserliche Armee als Freiwilliger rekrutieren lässt. Die Geschichte ist am Beginn durch epische Vor- und Rückblenden charakterisiert, um dem Leser die Ausgangssituationen der beiden Hauptakteure nahezubringen, nähert sich im weiteren Verlauf aber immer mehr einer spannungsgeladenen Abenteuergeschichte. Ihr historischer Rahmen reicht im ersten Band bis ins Jahr 1861 zurück, als der intrigante französische Kaiser Napoleon III. den schöngeistigen Erzherzog Maximilian von Habsburg als Marionette für seine ehrgeizigen Pläne in Mexiko gewinnt. Breit erzählt werden die daraus erwachsenden familiären Konflikte innerhalb des österreichischen Kaiserhauses, vor allem mit Kaiser Franz Josef, der seinen Bruder für einen naiven Schwärmer hält, ihm aber schließlich aus dynastischen Erwägungen Unterstützung für die „Expedition“ in Mexiko zusagt, wenn dieser im Gegenzug auf sein Erbrecht als Habsburger verzichtet.
Diesem Zerwürfnis folgt im zweiten Band die Aushebung freiwilliger Soldaten in Ljubljana, denen sich auch der Medizinstudent Anton Brus anschließt, der wegen einer sexuellen Eskapade mit der Frau seines Bruders vom Vater verstoßen worden ist und der gerade dabei ist, sich zu versaufen. Die harte Kurzausbildung in der Cukrarna in Ljubljana steht er mit drei slowenischen Kameraden durch, mit denen er im weiteren Verlauf der Geschichte viele Abenteuer erleben wird. Auf der Überfahrt nach Mexiko wirft er zusammen mit einem dieser Kameraden den Major, der ihn bei der Ausbildung unmenschlich behandelt hat, über Bord.
Der dritte Teil beschreibt die rasche Desillusionierung in Mexiko, dem vom Bürgerkrieg gespaltenen Land, das den Rekruten als El Dorado dargestellt wurde, aus dem sie reich zurückkehren würden. Maximilian seinerseits sieht ein, dass auch er durch Vorspiegelung falscher Tatsachen nach Mexiko gelockt worden ist, hat er doch einem gefälschten Plebiszit vertraut, wonach sich das mexikanische Volk einen habsburgischen Herrscher wünschte, der dem Land Wohlstand und Gerechtigkeit bringen würde. Es kommt zu ersten unerwünschten Erfahrungen mit der blutigen Realität. Der französische Marschall Bazaine, der Stellvertreter Napoleons in Mexiko, zeigt Maximilian rasch seine Grenzen auf. Währenddessen verliert Anton in einem Gefecht mit republikanischen Rebellen den Kontakt zu seiner Truppe.
Im vierten Teil sehen wir Anton in der Gewalt der Rebellen. Vom sadistischen „El Grande“ fast zu Tode gequält, gelingt ihm die Flucht, er wird aber, schwer verletzt, wieder eingefangen. Im Rebellendorf pflegt ihn die Hure Maria gesund, die seinen inneren Konflikt erkennt und ihn vor dem Schlimmsten bewahrt. Sie verlieben sich ineinander. Unterdessen hat sich aber auch Antons Bruder Štefan als Freiwilliger rekrutieren lassen und sich in Mexiko auf die Suche nach Anton gemacht. Anton erwirbt sich Ansehen in dem Dorf, als der dank seiner medizinischen Kenntnisse bei einer komplizierten Geburt sowohl dem Kind als auch der Mutter das Leben rettet. Maximilians Tragödie schreitet indes ihrem unaufhaltsamen Ende zu.
Im fünften Band schließlich spitzen sich die Ereignisse bis zur entscheidenden Konfrontation in Querétaro zu, wo Maximilians Armee nach langer Belagerung durch die republikanischen Armeen überwältigt wird. Zu den Soldaten in der belagerten Stadt gehört auch Štefan. Anton ist nach vielen dramatischen Wendungen ebenfalls nach Querétaro gelangt, wo er den Republikanern in die Hände fällt und der Erschießung nur entgeht, weil sie einen Mediziner brauchen. In Querétaro kommt es zum Wiedersehen mit Antons Bruder. Währenddessen ist Maximilian bereits im Gefängnis und bekommt sein Todesurteil zugestellt …
Die historischen Ereignisse „bieten den Vorwand für eine böse Abenteuergeschichte, in der ein von seinen Leidenschaften getriebener Desperado die Hauptrolle spielt und die bisher noch nicht erzählt wurde. Die Mexikaner sind eine historisch fundierte Erzählung vom Scheitern eines größenwahnsinnigen europäischen Expansionismus, aber auch vom Scheitern der Flucht vor persönlicher Schuld.“
Die in aufwändiger Technik (Tempera/Aquarell und Farbstift/Tusche) gezeichnete Geschichte verschneidet Elemente des historischen und des Abenteuergenres und beruht auf umfangreichen Recherchen, was die in den Zeichnungen wiedergegebenen Details (Lokalitäten, Uniformen, technische Details usw.) betrifft. Ebenso sorgfältig recherchiert sind die im Szenario wiedergegebenen historischen Zusammenhänge und Details. Die sprachliche Polyphonie der Protagonisten, die die prägenden sozialen Bedingungen und die sehr unterschiedlichen kulturellen Hintergründe und Charaktere zum Ausdruck bringt, machen diese Graphic novel auch zu einem Sprachkunstwerk außergewöhnlicher Qualität.

## Deutsche Ausgaben
- Bd. 1: Die Mexikaner. Miramare (September 2018)
- Bd. 2: Die Mexikaner. Laibach (Februar 2019)
- Bd. 3: Die Mexikaner. Mexiko! (Oktober 2019)
- Bd. 4: Die Mexikaner. Sierra Madre (September 2020)
- Bd. 5: Die Mexikaner. Querétaro (Februar 2021)